# Gitagum
Gitagum (Bayan ng Gitagum) är en kommun i Filippinerna. Kommunen ligger på ön Mindanao, och tillhör provinsen Misamis Oriental. Folkmängden uppgår till 13 522 invånare.
Gitagum är indelat i 11 barangayer.